# Fagote
O fagote é  um  instrumento musical da família das madeiras de sopros. A palavra “fagote” deriva do italiano fagotto. É constituído por um longo tubo cónico de madeira de cerca de 2,5 metros, dobrado sobre si mesmo. A palheta dupla é fixada em um tudel de cobre.
Na Idade Média, o fagote já era utilizado em pequenas orquestras, normalmente para Baixo contínuo, mas, no Período barroco e clássico, onde o fagote barroco era mais próximo da sua forma moderna, começou a figurar a solo na orquestra.
Devido ao complicado dedilhado e às palhetas duplas (e embocadura), o fagote é um instrumento particularmente difícil de aprender.
O fagote é o mais grave instrumento de madeira da família dos sopros. Ele ramifica-se ainda em outros dois instrumentos: o fagotino e o contrafagote. O fagotino é um fagote menor e mais agudo, afinado em sol, e é utilizado para pequenos estudantes de fagote. O contrafagote é maior que o fagote, pesando cerca de 10 kg, e soa uma oitava abaixo deste. Este, também está na orquestra.

## História

### O fagote de 1550 a 1700

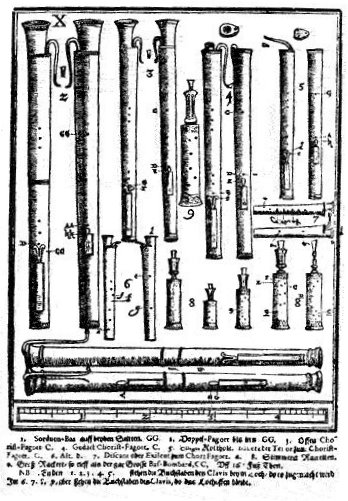
O fagote por volta de 1600.

A origem do fagote é bastante remota. Os instrumentos de palhetas duplas já eram utilizados na Antiguidade, sobretudo no Antigo Egito, no Oriente Médio e na Ásia. 
No entanto, é na Idade Média que se encontra o precursor do fagote moderno, a Dulciana. As origens da dulciana são obscuras, mas no século XVI estava disponível em pelo menos oito tamanhos diferentes, e continuou a ser usado até o século XVIII, por J. S. Bach e outros compositores e músicos. Era muito utilizada para marcar.Apesar das semelhanças entre o fagote e seu ancestral, como a forma do cone de madeira, o timbre grave, e o uso de furos e chaves, evidências indicam que o fagote barroco foi uma invenção completamente nova, com uma semelhança apenas superficial à dulciana.
Até 1650, um grande número de instrumentos diferentes coexistiam, sem que, no entanto, possuíssem nomes precisos ou pertencessem a categorias definidas. Alguns estudiosos afirmam que o principal responsável pelo desenvolvimento do fagote foi Martin Hotteterre (?-1712), que pode ter sido também o inventor da flauta transversal de três peças, e do oboé barroco. Por volta de 1650, Hotteterre teria concebido o fagote em quatro seções, além de ter estendido sua extensão até si bemol, com a adição de duas chaves (Lange e Thomson, 1979). Uma teoria alternativa indica que Hotteterre foi apenas um dos vários artesãos responsáveis pela criação do instrumento.

### O fagote de 1700 a 1785
Aproximadamente em 1700 o fagote passou por mais uma transformação, tendo uma quarta chave (sol sustenido) acrescentada, e foi este instrumento que cativou compositores como J. S. Bach, Haendel e Telemann, e mais tarde também Mozart e Weber. Uma quinta chave, para o grave mi bemol, foi acrescentada durante a primeira metade do século XVIII. Alguns dos fabricantes dos fagotes barrocos de 4 e 5 chaves foram J.H. Eichentopf (1678-1769), J. Poerschmann (1680-1757), Thomas Stanesby Jr. (1668-1734), G.H. Scherer (1703-1778) e Prudent Thieriot (1732-1786).
Neste período, numerosas sonatas e concertos são escritos. Vivaldi, por exemplo, dedica ao seu instrumento cerca de quarenta peças. O claveamento ainda não havia sido inventado, mas começava-se a refletir sobre sua evolução e a se impor um posicionamento das mãos.

### O fagote a partir de 1785

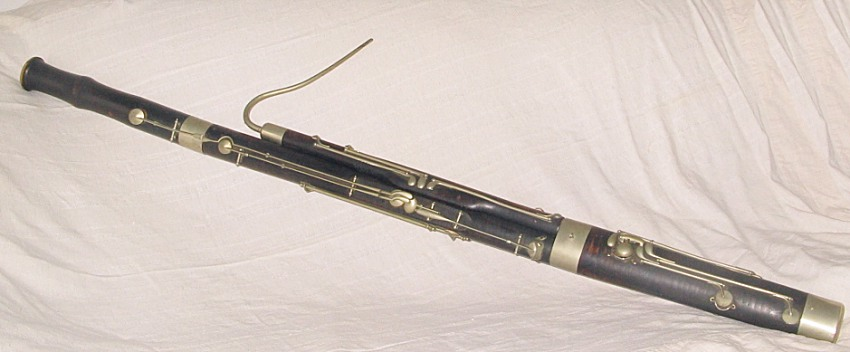
O fagote por volta de 1870.

O século XIX é, certamente, a grande época da fabricação dos instrumentos de sopro. Numerosos fabricantes procedem a modificações no instrumento. No entanto, a evolução do fagote é freada pelos próprios músicos, por ser o fagote um instrumento de complicado manuseio e difícil aprendizado. As mudanças de dedilhado demandam dos músicos um grande esforço de adaptação. Nessa época começa a diferenciação entre os dois sistemas existentes atualmente: o Heckel (Sistema alemão) e o Buffet (Sistema francês).

## O fagote hoje
Hoje, existem dois tipos de fagotes: o fagote do sistema francês e o do sistema alemão. As principais diferenças entre os instrumentos dos dois sistemas residem na madeira utilizada em sua confecção, a furação e o chaveamento, e consequentemente, os diferentes dedilhados etc. São duas as principais fabricantes do fagote francês Buffet-Crampon e Selmer. Heckel, Püchner, Moosmann, Schreiber, Adler, Mönnig, Sonora, Hüller, Amati, Fox e Yamaha estão entre os maiores fabricantes de fagotes do sistema alemão.

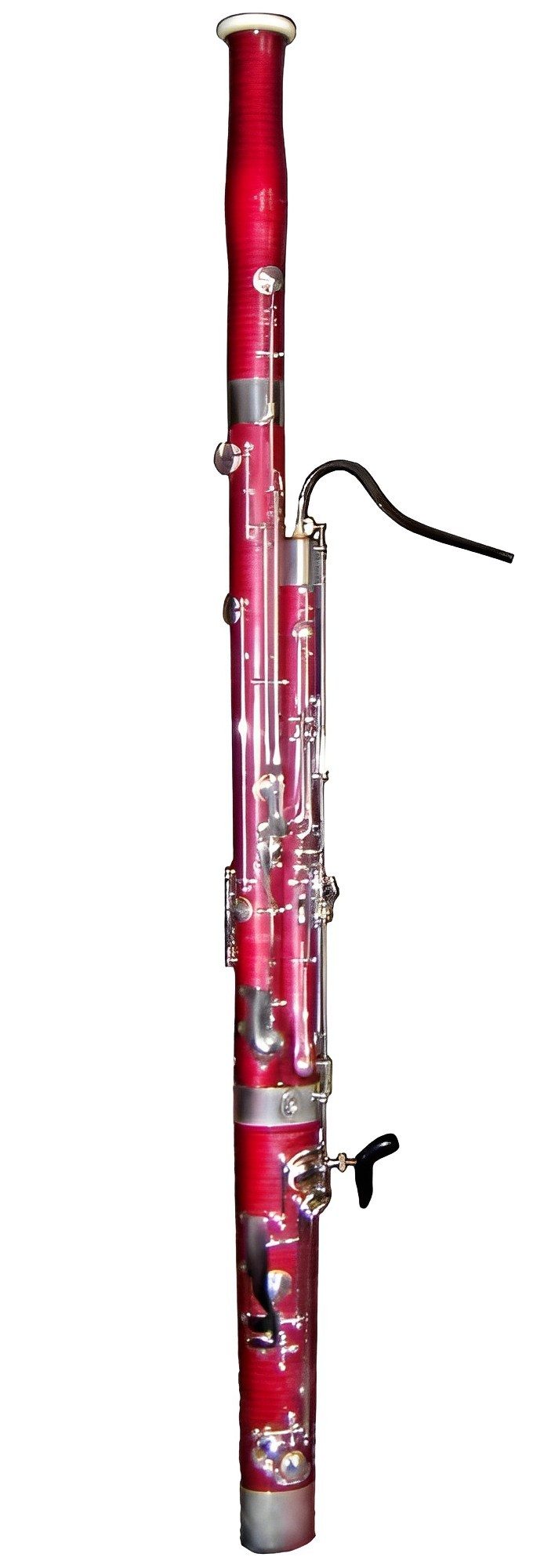
Fagote moderno sistema alemão.

O sistema alemão encontrou mercado em todo o mundo, até mesmo na França e em certos países latinos onde o fagote francês já estava fortemente consolidado. Também, com a internacionalização da música e da busca de um som orquestral uniforme, certos maestros preferem o fagote alemão, porque seu timbre é mais redondo e se funde melhor à massa orquestral. Hoje, os dois instrumentos coexistem, embora poucos músicos iniciem seus estudos no sistema francês. A França é um dos raros países a propor a especialização nos dois instrumentos.

### O sistema alemão (Heckel)
O design do fagote moderno deve-se ao professor e compositor Carl Almenräder, que, assistido por Gottfried Weber, desenvolveu o fagote de 17 chaves, cuja extensão atinge quatro oitavas. Almenräder publicou em 1823 um primeiro tratado, onde descreve maneiras de melhorar a entonação, a resposta e a facilidade técnica através do aumento e da mudança das chaves. Em 1831 Almenräder fundou sua própria fábrica de instrumentos, junto com Johann Adam Heckel.
Heckel e duas gerações de descendentes continuaram a refinar o fagote, e foi o seu instrumento que se tornou o modelo a que os demais fabricantes deveriam seguir. O próprio Johann A. Heckel chegou a fabricar mais de 4000 instrumentos. O sistema alemão chegou ao século XX dominando o mercado de fabricação de fagotes. Exceto por uma rápida conversão a uma fábrica de armamentos durante o período da guerra, na década de 1940, a Heckel continua produzindo seus instrumentos até hoje.

### O sistema francês (Buffet)
O fagote do sistema francês, estabelecido pouco antes do sistema alemão, se transformou de forma mais conservadora. Enquanto o desenvolvimento do fagote Heckel pode se caracterizar como um recondicionamento completo do instrumento sob uma perspectiva acústica e do sistema de chaves, o sistema Buffet se centrou, sobretudo, em melhorias no sistema de chaves. Essa abordagem menos radical priva o sistema francês da consistência melhorada, e logo, da comodidade de uso. Entretanto, apesar de o sistema alemão apresentar em seu timbre mais energia que o Buffet, este último é considerado por muitos como tendo uma qualidade mais vocal e mais expressiva. A esse respeito, o maestro Juan Foulds comentou em 1934 que lamentava o domínio do fagote Heckel, que em sua opinião tinha sons demasiado homogêneos e semelhantes ao som do corne.
Comparados ao sistema Heckel, os fagotes do sistema Buffet têm um mecanismo de certa forma simplificado, requerendo dedilhados diferentes para muitas notas. Os instrumentos Buffet também atingem com mais facilidade os registros mais altos, demandando menos pressão do ar. Ainda que o sistema francês tenha sido extensamente difundido na Inglaterra, seus instrumentos só eram fabricados em Paris, e por volta da década de 1980 os músicos ingleses começaram a abandonar o sistema. Os instrumentos são fabricados hoje por apenas duas empresas: a Buffet-Crampon e a Selmer.

## Uso em conjunto
Nas orquestras modernas é comum haver de dois a quatro fagotes, para que haja um contrafagote quando necessário, e um outro seja solista. Seu timbre o torna adequado para peças líricas ou cômicas. O fagote combina muito bem com os outros instrumentos de palheta dupla, e costuma acompanhar solos de oboé ou corne inglês. Geralmente executa pequenos solos, ou forma duetos com outros instrumentos de sopro. Na música de câmara normalmente se usa o fagote como baixo para quase qualquer combinação de sopros de madeira. Hoje, inclusive, vêm conquistado espaço os quartetos de fagote.

### Primeiras formações
O fagote foi usado inicialmente nas orquestras para reforçar a linha de baixo, e agir como o baixo da família dos instrumentos de palheta dupla. O compositor barroco Jean-Baptiste Lully incluiu em seu Les Petits Violons oboés e fagotes, junto às cordas, em um conjunto de 16 peças (e, mais tarde, 21 peças), transformando-o em uma das primeiras orquestras a tocar com os recém-inventados instrumentos de palheta dupla. O compositor Antonio Cesti incluiu um fagote na sua ópera de 1668, Pomo d'oro. No entanto, o uso do fagote nos concertos de orquestra foi muito esporádico até o final do século XVII. O uso crescente do fagote como instrumento basso continuo (baixo contínuo) significou sua inclusão nos corpos orquestrais, primeiramente na França, e mais tarde na Itália, Alemanha e Inglaterra. Enquanto isso, compositores como Boismortier, Corrette, Galliard, Zelenka, Fasch e Telemann escreveram para o instrumento músicas de conjunto e solos. Antonio Vivaldi tornou o fagote bastante proeminente ao compor 39 concertos para o instrumento.
Na metade do século, a função do fagote na orquestra ainda era limitada a um instrumento contínuo — uma vez que as partituras do período não mencionavam especificamente o fagote, seu uso estava associado especialmente às partes dos oboés e outros instrumentos de sopro. No começo da era rococó, compositores como Haydn, J.C. Bach, Sammartini e Johann Stamitz passaram a incluir em suas partituras trechos que exploravam o timbre especial do fagote, mais que sua habilidade para dobrar a linha de baixo. No entanto, trabalhos orquestrais com partes inteiramente dedicadas ao fagote só se popularizaram com a chegada do período clássico.
A sinfonia "Jupiter" de Mozart é um bom exemplo, com seus famosos solos de fagote no primeiro movimento. Outro importante uso do fagote durante a era Clássica foi no Harmonie, um conjunto de câmara formado por pares de oboés, trompas e fagotes; mais tarde, dois clarinetes foram acrescentados, formando um octeto. O Harmonie era um conjunto mantido por nobres alemães e austríacos para realização de concertos particulares, além de ser uma alternativa mais barata às grandes orquestras. Haydn, Mozart, Beethoven e Krommer escreveram consideráveis quantidades de peças para o Harmonie.

### Formações modernas
As orquestras sinfônicas modernas possuem, tipicamente, dois fagotes, com um terceiro fazendo o contrafagote. Alguns trabalhos exigem quatro ou mais fagotistas. O primeiro músico é geralmente o solista nas passagens para o fagote. Seu timbre peculiar o torna usável tanto em solos líricos, dramáticos, como no Bolero de Ravel, e também em trechos cômicos, como no tema do avô em Pedro e o lobo, de Sergei Prokofiev. Sua agilidade permite que toque passagens como a famosa linha corrida (dobrada pelas violas e violoncelos) na abertura de As Bodas de Figaro, de Wolfgang Amadeus Mozart.
La Fiesta Mexicana, de H. Owen Reed, dá grande destaque ao instrumento, assim como a transcrição de Four Scottish Dances de Malcolm Arnold, que se tornou um marco no repertório dos conjuntos de concerto. O fagote também faz parte do quinteto de sopros, junto à flauta, ao oboé, ao clarinete e à trompa. Ele também pode ser combinado de diferentes maneiras aos demais instrumentos de sopro. Richard Strauss, em seu "Duet-Concertino", torna-o personagem principal, ao lado do clarinete, enquanto a orquestra de cordas acompanha a dupla. Nas obras de Villa-Lôbos, como a Choros n.° 10 (Rasga o Coração), o fagote serve como instrumento delineador e introduz com agilidade novas linhas melódicas.
O quarteto de fagotes têm conquistado mais visibilidade nos últimos tempos, com o Neo Bubonic Bassoon Quartet sendo um dos mais notáveis grupos do gênero. O "Último tango em Beirute" de Peter Schickele (baseado no tema de Tristan und Isolde) é um trabalho bastante popular; O alter ego ficcional de Schickele, "P. D. Q. Bach", explora as faces mais humorísticas no instrumento com seu quarteto "Lip My Reeds", que em certo momento convoca todos os seus músicos a tocarem apenas com as palhetas.

## Jazz e Rock
O fagote é pouco usado como um instrumento do jazz e raramente visto em um conjunto de jazz. Suas primeiras aparições foram na década de 1920, com trabalhos específicos para o grupo de Paul Whiteman e algumas outras participações improvisadas. As décadas seguintes viram o instrumento ser usado apenas esporadicamente. No entanto, a década de 1960 viu artistas como Yusef Lateef e Chick Corea incorporarem o fagote à suas gravações; para a instrumentação diferente e eclética de Lateef, o fagote foi uma espécie de adição natural, enquanto Corea empregou o fagote em combinação com o flautista Hubert Laws.
O fagote executa um papel importante na década de 1970, com o hit número um da Motown Records, The Tears of a Clown, executado por Smokey Robinson e The Miracles, com instrumentação dos Funk Brothers. Mais recentemente, Illinois Jacquet e Frank Tiberi dobraram o fagote em adição à sua já usual performance no saxofone. Alexandre Silvério, Michael Rabinowitz, Paul Hanson, Karen Borca, Javier Abad, e James Lassen são dos poucos músicos de jazz a tocar apenas o fagote.
Em relação ao rock, Lindsay Cooper utilizou o fagote na banda Henry Cow e no último álbum da banda Egg, The Civil Surface, e Brian Gulland tocou fagote na banda de rock progressivo com influências medievais Gryphon. Todos estes grupos atuaram no cenário da década de 1970.

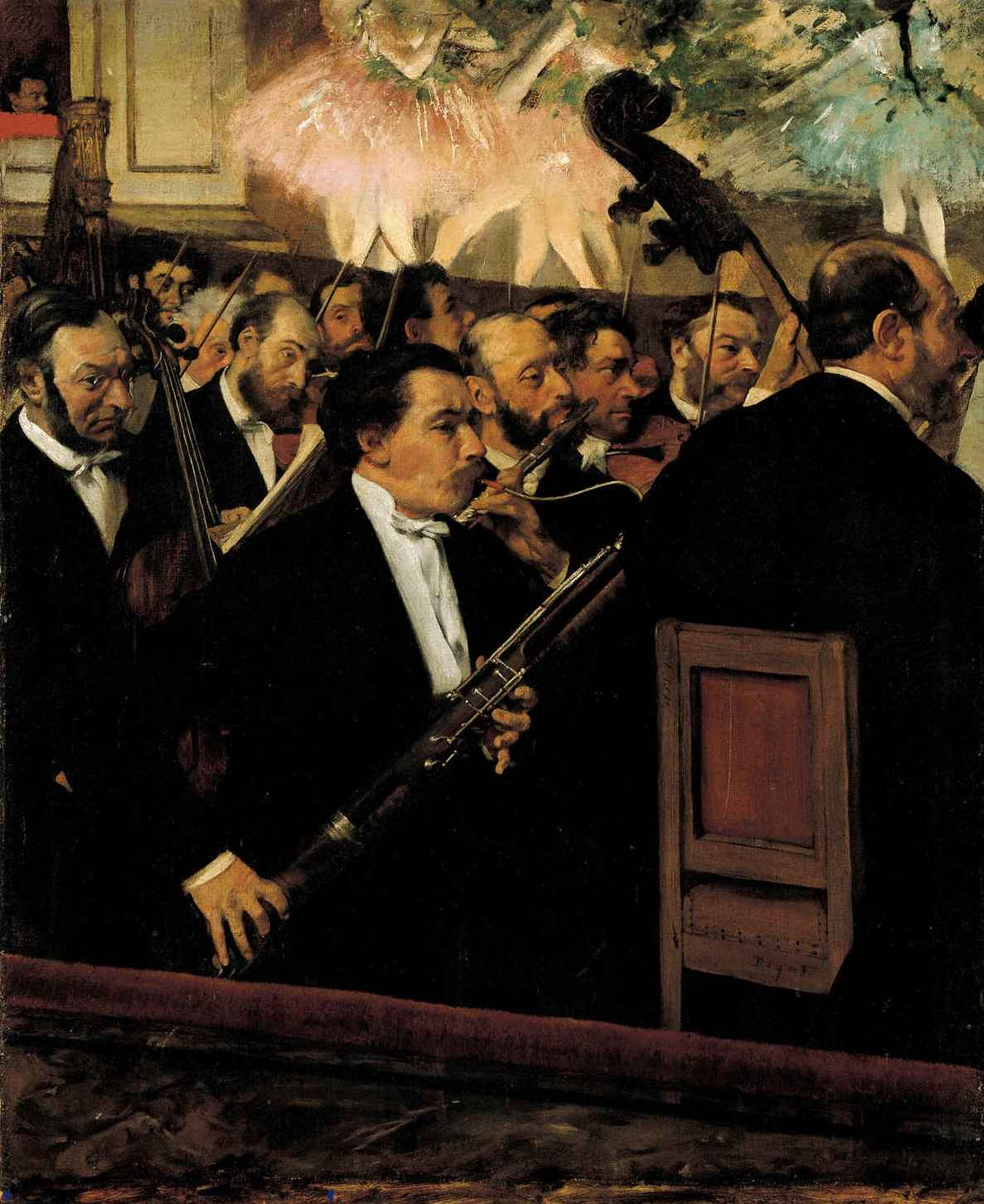
L'orchestre de l'opéra, quadro de Edgar Degas, 1870.

 Nos anos 1990, Aimee DeFoe tocou fagote na banda indie Blogurt, de Pittsburgh, Pensilvânia.

## Artes plásticas e Literatura
Grande parte da história antiga do fagote é conhecida por suas representações na pintura; as únicas referências às antigas palhetas de fagote, por exemplo, são as pinturas da Espanha em fins do século XVI.
Há também um quadro de Edgar Degas, datado de 1870, chamado "L'orchestre de l'opéra" ("A Orquestra da Opéra"), que apresenta um fagotista diante de vários membros de uma orquestra.

## Construção e características
O fagote é composto de seis partes principais, incluindo a palheta. A campana (6), se estendendo até o topo; O corpo central (baixo) (5), conectando a campana e a seção final; a seção final (4), na parte de baixo do instrumento, que se dobra sobre si mesma; a asa (tenor) do instrumento, (3), que se estende da seção final até o bocal; e o bocal (ou tudel) (2), um fino tubo de metal que liga o corpo do instrumento à palheta (1), que é levada à boca. (Escute o som da palhetaⓘ).
O fagote moderno é geralmente feito em bordo, com espécies semi-rígidas como a Sicamora (Acer Pseudoplantanus, Bergahorn em alemão) e a Acer Saccharum (da América do Norte) sendo as madeiras preferidas. Modelos profissionais são frequentemente confeccionados em Bergahorn. A mais procurada variedade de Bergahorn para a fabricação de fagotes é a chamada. Os modelos menos caros feitos de materiais como polipropileno e ebonite, voltados para o uso estudantil ou ao ar livre. O metal também foi utilizado na confecção de fagotes no passado, mas desde 1889 nenhum fabricante utiliza esse material em sua produção.
O corpo do instrumento é cônico, assim como o do oboé e o do saxofone, e os tubos paralelos são conectados na parte de baixo do instrumento por meio de um conector de metal em forma de u, chamado U-tube. Tanto o corpo quanto os furos são feitos mecânicamente, para que se obtenha mais precisão, e cada instrumento é acabado à mão. Como o posicionamento normal dos furos de tom no fagote exigiria uma abertura dos dedos muito maior que a de um adulto médio, foi desenvolvido um método através do qual os furos de saída de ar são perfurados em um ângulo oblíquo ao eixo central do tubo, tornando seu espaçamento exterior manipulável. Uma vez que as paredes da asa e as juntas da seção final são consideravelmente mais finas que as dos outros instrumentos de sopro, o som deve viajar uma boa distância antes de alcançar a parte externa, e é essa característica que contribui, em grande parte, para o som peculiar do fagote.
A junção da asa com a seção final dos instrumentos de madeira também é revestida com uma dura borracha, para impedir danos causados pela umidade, e seu corpo pode ser tingido ou envernizado. O topo da campana é finalizado com um anel de metal, no estilo francês, ou um anel de plástico ou marfim, no sistema alemão. Os bocais estão disponíveis em diferentes comprimentos: o músico escolhe seu bocal de acordo com a altura das notas que pretende tocar.
Dobrado sobre si mesmo, o fagote tem geralmente 1,34 m, embora seu comprimento total seja de 2,54 m. O manuseio do instrumento é facilitado ao se dobrar o tubo, e diminuindo a distância entre os espaçados furos através de um complexo sistema de chaves, que se estende por quase todo o comprimento do instrumento. Existem também fagotes ainda menores, feitos especialmente para as crianças.
Os fagotistas devem aprender três claves diferentes: primeiramente a Clave de Fá (baixo), mas também a Clave de Sol e a Tenor (dó na quarta linha). O registro do fagote inicia em si1 e se estende por três oitavas. Notas mais altas são possíveis, embora muito difíceis de produzir e raramente solicitadas; as partes orquestrais raramente vão além de dó ou ré - até o difícil solo de abertura de A Sagração da Primavera, de Ígor Stravinski, ascende apenas até ao ré. A nota grave lá no fundo da escala apareceu pela primeira vez em Tristão e Isolda de Wagner, e somente é possível com uma extensão especial acoplada ao instrumento. Esta extensão pode ter a forma de uma campana mais comprida, ou de um tubo de papel, acoplado à campana de Bb do fagote. A nota A baixa, tão frequentemente usada por Wagner em suas óperas, incentivou Heckel a construir instrumentos capazes de atingir essa nota, e a campana de A ainda existe como uma opção. Enquanto essa campana extra preserva as possibilidades cromáticas, alternativas mais simples tornam o B baixo impossível de ser tocado e afetam a entonação de todas as notas baixas. A última corda do Quinteto de Cordas de Carl Nielsen, de 1922, inclui um A baixo opcional, e Gustav Mahler usa esta bela nota ocasionalmente em suas sinfonias.